# Cineteatro Capitólio
O Cineteatro Capitólio, chamado oficialmente Cineteatro Capitólio – Teatro Raul Solnado, é um cine-teatro situado no Parque Mayer, em Lisboa, Portugal.
Inaugurado a 31 de julho de 1931, segundo um projeto do arquiteto Luís Cristino da Silva, tornou-se numa das suas obras mais significativas, marcando o período do "Primeiro Modernismo" em Portugal. Depois de profundas obras de reabilitação, da autoria do arquiteto Alberto de Souza Oliveira, reabriu a 25 de outubro de 2016 com 400 lugares sentados e, quando a plateia é recolhida, pode receber cerca de 1 500 espectadores em pé.
Está classificado como Imóvel de Interesse Público desde 1983. Recebeu o Prémio Valmor e Municipal de Arquitectura de 2016. 

## História
Inaugurado oficialmente em 10 de julho de 1931, o Cineteatro Capitólio foi projetado em 1929, pelo arquiteto Luís Cristino da Silva, num contexto de transição e mudança, em que se operava na arquitetura portuguesa a intenção de ruptura com o que era até então praticado no país. Distinguindo-se pelas suas fachadas modestas e a assimilação de elementos do movimento art déco simplificados por uma estética purista e racionalista, o edifício referenciava os modelos de vanguarda internacional do movimento moderno, introduzindo-se ainda uma série de inovações técnicas que o distinguiram das demais construções e o referenciaram como um manifesto sem precedente em Portugal.
Apresentando-se como um inovador teatro, music-hall e cinema, possuindo um grande salão de espetáculos interior, com palco e camarins anexos, e uma sala de cinema situada sobre o terraço superior e ao ar livre, o edifício era caracterizado por ser um espaço polivalente, tornando-se rapidamente num dos mais concorridos e conhecidos palcos de Lisboa durante várias décadas. Marcado por ter sido o local de vários concertos, peças de teatro, combates de luta livre e boxe, espetáculos de patinagem e sessões de cinema, como "A Severa" e "A Canção de Lisboa" ou ainda a estreia nacional de "Alvorada" (Sunrise: A Song of Two Humans) de F. W. Murnau, entre outros eventos culturais, até a companhia de Amélia Rey Colaço, quando o Teatro Nacional D. Maria II ardeu, atuou nos seus palcos. Anos mais tarde, continuou a inovar apresentando obras de teatro de revista, onde atuaram Raul Solnado e Carlos Coelho, assim como introduziram algumas reposições de clássicos do cinema europeu ou ainda a estreia de grandes produções americanas ou de cinema de autor, como "Stromboli, terra di Dio" de Rossellini, com Ingrid Bergman, e "O Grande Assalto" (The Big Steal), de Don Siegel, com Robert Mitchum.
Após a Revolução de 25 de Abril, o Cineteatro Capitólio voltou às manchetes tendo, durante várias semanas, apresentado, com cinco ou seis sessões diárias, quase sempre esgotadas, o mítico filme pornográfico “Garganta Funda”, realizado por Gerard Damiano e estrelado por Linda Lovelace, marcando a recepção dos lisboetas à liberdade e num novo rumo de programação da sua sala. “A Senhora Sabe da Poda?”, “China Girl”, “O Diabo em Miss Jones” e “No Cetim, Já Experimentou?” foram alguns dos muitos filmes eróticos e pornográficos de que, a partir de então, o Capitólio passou a ser casa.
No princípio da década de 1980, o rinque de patinagem no último piso foi utilizado como discoteca onde se podia patinar ao som de música, chamava-se então "Roller Magic". A meio dos anos 1990 fechou.
Está classificado como Imóvel de Interesse Público desde 24 de Janeiro de 1983.
Em 12 de Dezembro de 2007 a Câmara Municipal de Lisboa aprovou a reabilitação do teatro e a recuperação do projeto original, bastante adulterado por obras posteriores para o tornar num espaço para várias artes de palco, dança, teatro e música.
A requalificação do teatro custou entre 8,5 e 10 milhões de euros, provenientes das contrapartidas financeiras a entregues pelo Casino Lisboa.
A requalificação foi da responsabilidade do arquiteto Alberto Souza Oliveira. A Câmara de Lisboa aprovou a 2 de Setembro de 2009, por unanimidade a atribuição do nome do ator Raul Solnado ao cineteatro.
A reconstrução foi iniciada no primeiro trimestre de 2012 e ficou concluída em novembro de 2016.
O espaço esteve concessionado, entre 2017 e 2023, à promotora aveirense Sons em Trânsito que assegurou durante seis anos a programação artística.
A EGEAC - Empresa de Gestão de Equipamentos e Animação Cultural passou a assumir a gestão direta do Capitólio, por deliberação da Câmara Municipal de Lisboa aprovada no dia 11 de outubro de 2023.
Com a transferência da gestão desta histórica sala de espetáculos do Parque Mayer, e numa lógica de gestão integrada dos equipamentos culturais ligados às artes performativas e do espetáculo, pretende-se fazer do Capitólio um espaço de acolhimento de espetáculos e eventos, de interesse para a cidade e para todos os públicos, afirmando-se como uma sala aberta aos promotores culturais da cidade e do país.

## Projeto
Localizado intencionalmente no coração do Parque Mayer, eleva-se pela simetria da sua composição formal, com a torre de vidro altaneira no grande corpo prismático e pela sua complexidade espacial e volumétrica, aparentemente simplificada pelos planos transparentes presentes nos grandes envidraçados. Trata-se de um edifício paralelepipédico, constituído por extensas vigas que permitem o suporte da cobertura. 
O Capitólio tem uma área de implantação de 1200 m2 de planta retangular com 42m por 28m. No piso subterrâneo encontra-se uma cave com tratamento do pavimento em terra batida e as paredes em alvenaria de pedra com argamassas de muito baixa consistência. A restante estrutura vertical do Capitólio é em alvenaria de blocos de betão, pontualmente travadas por montantes verticais em betão armado.
O edifício apresenta uma planta retangular, desenvolvendo-se longitudinalmente, salientam-se dois corpos adoçados de menores dimensões, igualmente paralelepipédicos que permitiam o acesso dos diferentes pisos. As fachadas eram definidas por um jogo austero de linhas verticais e horizontais que, com as sequentes alterações, foram-se descaracterizando. Estas transformações feitas pelo mesmo arquiteto com intervenções em 1933 e 1935, levaram à cobertura do terraço por uma estrutura de perfis metálicos e revestimento em chapa metálica , à adição de um balcão superior, camarotes laterais e o entaipamento dos grandes portais em vidro que anteriormente permitiam a ligação do edifício ao exterior. 
O Cineteatro Capitólio foi calculada rigorosamente pelo engenheiro José Bélard da Fonseca que apresentou todos os cálculos de estabilidade, desenhos de pormenor e inclusivamente a descrição da composição deste novo material, artificial e moderno, pouco desenvolvido na altura, o betão armado.